# Prognathogryllus
Prognathogryllus is een geslacht van rechtvleugeligen uit de familie krekels (Gryllidae). De wetenschappelijke naam van dit geslacht is voor het eerst geldig gepubliceerd in 1895 door Brunner von Wattenwyl.

## Soorten
Het geslacht Prognathogryllus omvat de volgende soorten:
- Prognathogryllus alapa Otte, 1994
- Prognathogryllus alatus Brunner von Wattenwyl, 1895
- Prognathogryllus alternatus Otte, 1994
- Prognathogryllus aphrastos Otte, 1994
- Prognathogryllus awili Otte, 1994
- Prognathogryllus elongatus Perkins, 1899
- Prognathogryllus epimeces Otte, 1994
- Prognathogryllus flavidus Otte, 1994
- Prognathogryllus giganteus Otte, 1994
- Prognathogryllus hana Otte, 1994
- Prognathogryllus haupu Otte, 1994
- Prognathogryllus hea Otte, 1994
- Prognathogryllus hypomacron Otte, 1994
- Prognathogryllus inexspectatus Perkins, 1899
- Prognathogryllus kahea Otte, 1994
- Prognathogryllus kahili Otte, 1994
- Prognathogryllus kipahulu Otte, 1994
- Prognathogryllus kohala Otte, 1994
- Prognathogryllus kukui Otte, 1994
- Prognathogryllus makai Otte, 1994
- Prognathogryllus makakapua Otte, 1994
- Prognathogryllus mauka Otte, 1994
- Prognathogryllus oahuensis Perkins, 1899
- Prognathogryllus olympus Otte, 1994
- Prognathogryllus opua Otte, 1994
- Prognathogryllus parakahili Otte, 1994
- Prognathogryllus parakukui Otte, 1994
- Prognathogryllus pararobustus Otte, 1994
- Prognathogryllus pihea Otte, 1994
- Prognathogryllus puna Otte, 1994
- Prognathogryllus robustus Perkins, 1899
- Prognathogryllus spadix Otte, 1994
- Prognathogryllus stridulans Perkins, 1899
- Prognathogryllus victoriae Otte, 1994
- Prognathogryllus waikemoi Otte, 1994
- Prognathogryllus weli Otte, 1994